# Paraskevopoulos (cráter)

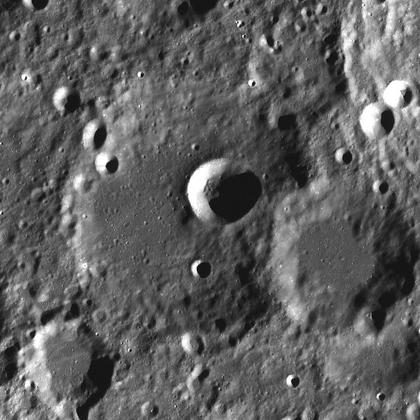
Fotografía de la misión Lunar Reconnaissance Orbiter

Paraskevopoulos es un viejo cráter de impacto perteneciente a la cara oculta de la Luna, en las latitudes más altas del norte. Se encuentra justo al suroeste del cráter más reciente y algo más grande Carnot. Al suroeste se halla el cráter más pequeño Stoletov, y al sureste aparece Fowler.

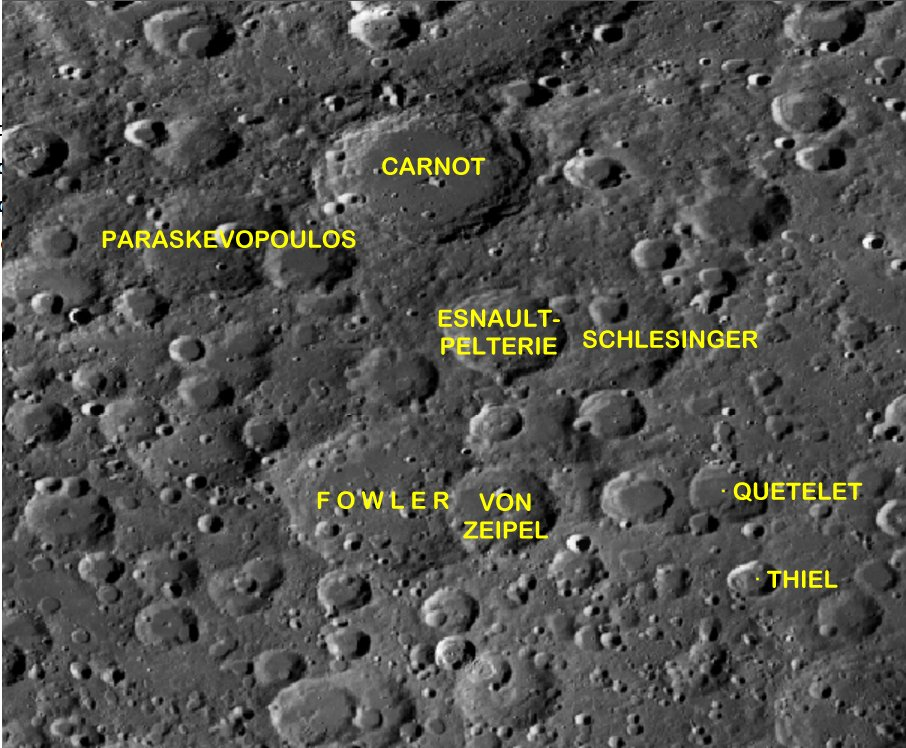
Localización de Paraskevopoulos (cuadrante superior izquierdo de la imagen)

Se trata de una formación de cráter muy erosionada, con un borde redondeado e irregular. El cráter satélite Paraskevopoulos H atraviesa el sector oriental del borde, y el más pequeño Paraskevopoulos E se encuentra en la parte noreste del suelo interior. El perfil del borde está mejor definido en los sectores norte y sur, y  casi desgastado por completo en el oeste. El suelo interior restante es relativamente llano y carece de rasgos significativos, con solo un par de cráteres pequeños en los lados noroeste y sureste del brocal.

## Cráteres satélite
Por convención estos elementos son identificados en los mapas lunares poniendo la letra en el lado del punto medio del cráter que está más cercano a Paraskevopoulos.